# Mahua Dabra Haripura
Mahua Dabra Haripura è una suddivisione dell'India, classificata come nagar panchayat, di 6.110 abitanti, situata nel distretto di Udham Singh Nagar, nello stato federato dell'Uttarakhand. In base al numero di abitanti la città rientra nella classe V (da 5.000 a 9.999 persone).

## Geografia fisica
La città è situata a 29° 16' 37 N e 78° 46' 54 E.

## Società

### Evoluzione demografica
Al censimento del 2001 la popolazione di Mahua Dabra Haripura assommava a 6.110 persone, delle quali 3.207 maschi e 2.903 femmine. I bambini di età inferiore o uguale ai sei anni assommavano a 1.112, dei quali 584 maschi e 528 femmine. Infine, coloro che erano in grado di saper almeno leggere e scrivere erano 3.582, dei quali 2.172 maschi e 1.410 femmine.